# Дурид Самоски
Дурид Самоски или Дурид са Самоса (350. п. н. е. — 281. п. н. е.) био је старогрчки историчар који је живео средином 3. века п. н. е. Био је тиранин Самоса.
Главно његовоо дело је „Историја“ (старогрчки Ιστοριαι, такође названа Македонија (старогрчки Μακεδονικα) и Хеленика (старогрчки Ελληνικα; 33 фрагмента), дело које покрива период од 370. п. н. е. до времена цара Деметрија I Полиоркета. Остала дела обухватају: „О Агатоклу“ (старогрчки: Τα περι Αγαθοκλεα, такође назван „Либица“, 13 фрагмената), „Летопис са Самоса“ (старогрчки: Σαμιων ωραιων ωραι, ωραι ) и др.22. а други се односе на Дурида.
Дуридов брат је био комичар и историчар Линкеј Самоски.

## Дела
- „Историја“ (наведена и као Македонија и Хеленица; 33 фрагмента)
- „О Агатоклу“ (наведен и као Либика; 13 фрагмената)
- "Анали Самоса" (22 фрагмента)
- „О закону“ (2 фрагмента)
- „О играма“ (4 фрагмента)
- „О трагедији“ (и можда „О Еурипиду и Софоклу“; 2 фрагмента)
- „О уметницима“ (2 фрагмента)
- „О скулптури“ (1 фрагмент)[4]